# Dinkumware
Dinkumware (Concord, MA) é uma Empresas de software com um núcleo especializado em bibliotecas para C/C++.
A empresa tem, desde as bibliotecas do C++ padrão enviado com o Microsoft VC ++ (desde 1996) e pretende ser o principal fornecedor de bibliotecas C++ e Embedded C++ para a Comunidade.
Eles também fornecem bibliotecas para Java e outras ferramentas, incluindo o "proofers" para testar a aderência das bibliotecas aos padrões.